# Milos Sekulic
Milos Sekulic (* 4. November 1989 in Stockholm) ist ein schwedischer Tennisspieler.

## Karriere
Sekulic spielt hauptsächlich auf der ATP Challenger Tour und der ITF Future Tour. Er konnte bislang 12 Doppeltitel auf der Future Tour feiern. Sein Debüt im Einzel auf der ATP World Tour gab er im Oktober 2013 bei den If Stockholm Open, wo er jedoch bereits in der Auftaktrunde gegen Jan-Lennard Struff klar in zwei Sätzen verlor. Im Doppel spielte er ein Jahr zuvor in Stockholm bereits der ATP World Tour; an der Seite von Patrik Rosenholm verlor er in der Auftaktrunde gegen Robert Lindstedt und Nenad Zimonjić. Im Jahr darauf scheiterte er mit Rosenholm erneut in Runde 1.